# پروژه انتقال داده‌ها
پروژه انتقال داده‌ها (به انگلیسی: Data Transfer Project) که به اختصار DTP گفته می‌شود، یک ایده و پروژه متن باز در زمینه انتقال و جایجایی داده‌ها و اطلاعات (Data Portability) بین چند سیستم عامل یا پلتفرم آنلاین می‌باشد. این پروژه در ۲۹ تیر ۱۳۹۷ (۲۰ ژوئیه ۲۰۱۸) توسط گوگل معرفی شد و در حال حاضر فیسبوک، مایکروسافت، توییتر و سرانجام بعد از مدتی اپل نیز به این پروژه ملحق شده‌اند.

## پیش زمینه
این پروژه در ابتدا توسط تیم استقلال داده‌های گوگل (Google Data Liberation Front) در سال 1397 (2017) با امید ساخت پلتفرمی که به کاربران اجازه جابجایی داده‌های آنلاین خود بین پلتفرم‌های مختلف، بدون نیاز به دانلود و آپلود مجدد آنها، پایه‌گذاری شد. ساختار کلی این فرایند به صورت استخراج فایل‌های مختلف توسط رابط‌های برنامه‌نویسی کاربردی (API) منتشر شده توسط پلتفرم‌های آنلاین و ترجمه آنها سازگار با پلتفرم‌های دیگر می‌باشد و بدین صورت این داده‌ها قابل استفاده در پلتفرم مقصد [دیگر پلتفرم‌ها] می‌باشند.
در تاریخ ۲۹ تیر ۱۳۹۷ (۲۰ ژوئیه ۲۰۱۸) این پروژه ترکیبی معرفی شد. سوروس آن که در گیت‌هاب آپلود و منتشر شده‌است، به صورت عمده توسط مهندسان گوگل و مایکروسافت نوشته و تولید شده‌است.
در تاریخ ۸ مرداد ۱۳۹۸ (۳۰ ژوئیه ۲۰۱۹) اپل اعلام کرد که به این پروژه می‌پیوندد و داده‌ها اجازه جابجایی در آی‌کلاد را خواهند داشت.

## اطلاعات بیشتر
- جایجایی داده‌ها و اطلاعات (Data Portability)
- Google Takeout